# Silvestre Blanco
Silvestre Blanco (* 20. Dezember 1783 in Montevideo; † 25. Mai 1840 ebenda) war ein uruguayischer Politiker.
Blanco war als Repräsentant Montevideos Mitglied der Asamblea Constituyente y Legislativa del Estado Oriental (1828–1830), der ersten verfassungsgebenden Versammlung Uruguays. Zugleich war er deren Präsident. Er gehörte zudem in der 1. Legislaturperiode vom 19. Oktober 1830 bis zum 14. Februar 1834 der Cámara de Representantes als Abgeordneter für das Departamento Montevideo an. In den Jahren 1830 und 1831 wirkte er dabei als Zweiter Vizepräsident der Abgeordnetenkammer.